# Klinten
Klinten ist der Name eines Naturschutzgebietes in der niedersächsischen Gemeinde Wurster Nordseeküste im Landkreis Cuxhaven.

## Allgemeines
Das Naturschutzgebiet mit dem Kennzeichen NSG LÜ 120 ist rund 4 Hektar groß. Im Nordwesten grenzt es an das Naturschutzgebiet „Stechginsterheide in Nordholz“. Das Gebiet steht seit dem 2. August 1985 unter Naturschutz. Zuständige untere Naturschutzbehörde ist der Landkreis Cuxhaven.

## Beschreibung
Das Naturschutzgebiet liegt westlich von Nordholz und grenzt im Osten stellenweise direkt an die Wohnbebauung von Nordholz. Es besteht aus einem naturnahen Eichen-Buchenwaldmischwald mit einem hohen Anteil an Bäumen, die höhlenbrütenden Vögeln Nistmöglichkeit bieten. Neben dem Schutz dieser Bäume ist auch das Belassen des Totholzes im Waldgebiet Zweck der Unterschutzstellung.